# معركة القدس
وقعت معركة القدس (بالعبرية: מלחמת יְרוּשָׁלַיִם) خلال مرحلة الحرب الأهلية 1947–48 من حرب فلسطين 1947–1949. وشهدت الحرب مشاركة الميليشيات اليهودية عرب في فلسطين الانتدابية، ثم جيوش إسرائيل والأردن في وقت لاحق، في القتال من أجل السيطرة على مدينة القدس.
وبموجب خطة تقسيم فلسطين التي أقرتها الأمم المتحدة عام 1947، كان من المقرر أن تكون القدس كيانًا منفصلاً. تديره هيئة دولية. لكن القتال اندلع على الفور في المدينة بين الميليشيات اليهودية والعربية، مع تنفيذ الجانبين تفجيرات وهجمات أخرى.
ابتداءً من فبراير/شباط 1948، حاصرت الميليشيات العربية بقيادة عبد القادر الحسيني الممر من تل أبيب إلى القدس، مما أدى إلى منع الإمدادات الأساسية من الوصول إلى السكان اليهود. وقد تم كسر هذا الحصار في منتصف شهر إبريل/نيسان من ذلك العام على يد الميليشيات اليهودية التي نفذت عملية نحشون وعملية مكابي.
وفي 14 مايو/أيار والأيام التالية، شنت لواءا عتصيوني وهرئيل، بدعم من قوات الإرجون، عدة عمليات بهدف السيطرة على الجانب العربي من المدينة. وفي هذه الأثناء، انتشر الجيش العربي في منطقة الانتداب البريطاني السابق المخصصة للدولة العربية، ولم يدخل إلى المنطقة المنفصلة، بل حاصر اللطرون بشكل مكثف لحصار القدس الغربية مرة أخرى.
ودفعت الانتصارات الإسرائيلية ضد الميليشيات العربية في المدينة عبد الله الأول بن الحسين إلى إصدار الأمر للفيلق العربي بالتدخل. انتشرت القوات الأردنية في القدس الشرقية، وقاتلت الإسرائيليين واستولت على الحي اليهودي في البلدة القديمة، وبعد ذلك تم طرد السكان وأسر المقاتلين إلى الأردن كأسرى حرب. شنت القوات الإسرائيلية ثلاثة هجمات على اللطرون لتحرير الطريق إلى المدينة ولكن دون جدوى؛ فقامت بعد ذلك ببناء طريق بديل إلى القدس قبل الهدنة التي فرضتها الأمم المتحدة في 11 يونيو/حزيران ونجحت في كسر الحصار.
خلال فترة الهدنة الأولى، زوّدت القدس الغربية بالطعام والذخيرة والأسلحة والجنود. لم يُستأنف القتال خلال الأشهر المتبقية من حرب عام 1948. قُسِّمت القدس بين إسرائيل والأردن بعد الحرب، حيث سيطرت إسرائيل على القدس الغربية، بينما سيطرت الأردن على القدس الشرقية مع البلدة القديمة.

## نظرة عامة
إلى جانب وجود عدد كبير من السكان اليهود، كانت القدس ذات أهمية خاصة بالنسبة لليشوف لأسباب "دينية وقومية".

## حصار اللطرون وباب الواد

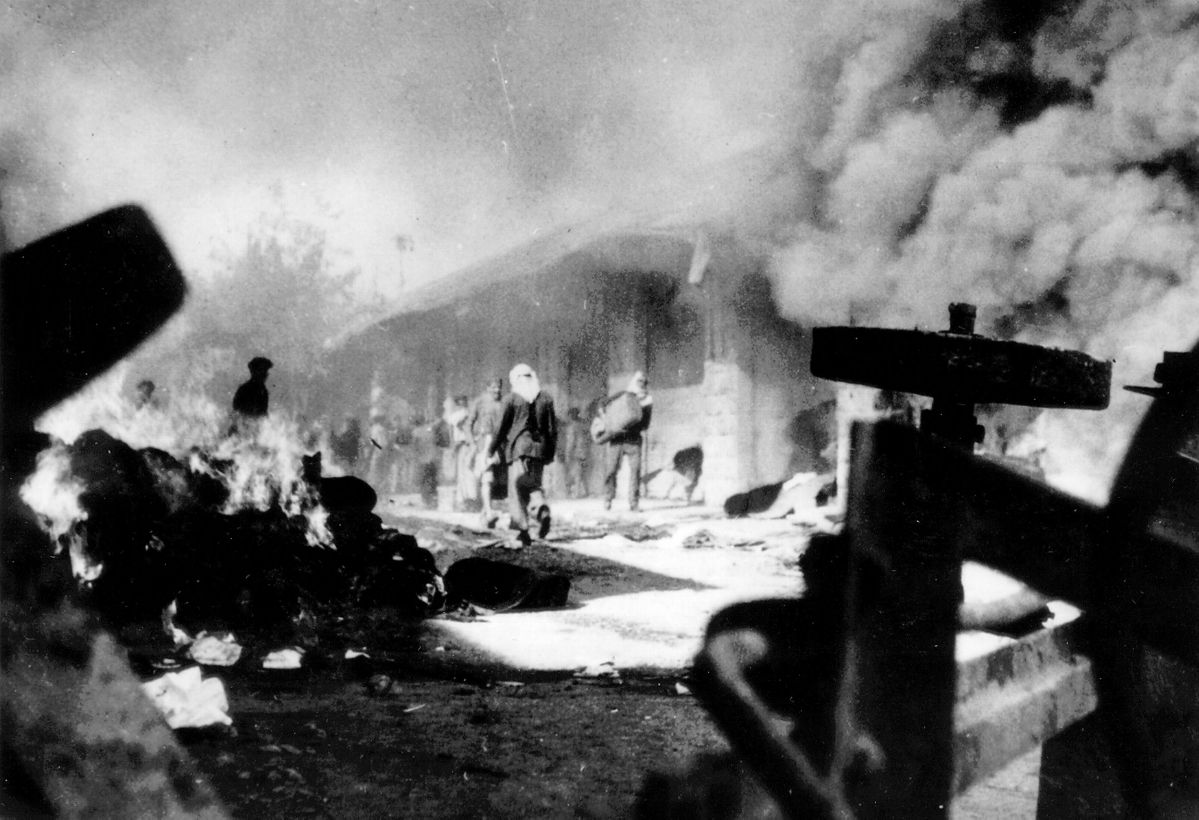
العرب يهاجمون المركز التجاري 2 ديسمبر 1947

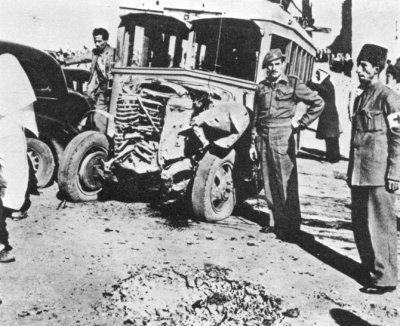
هجوم بالقنابل شنته منظمة إرغون في 29 ديسمبر 1947

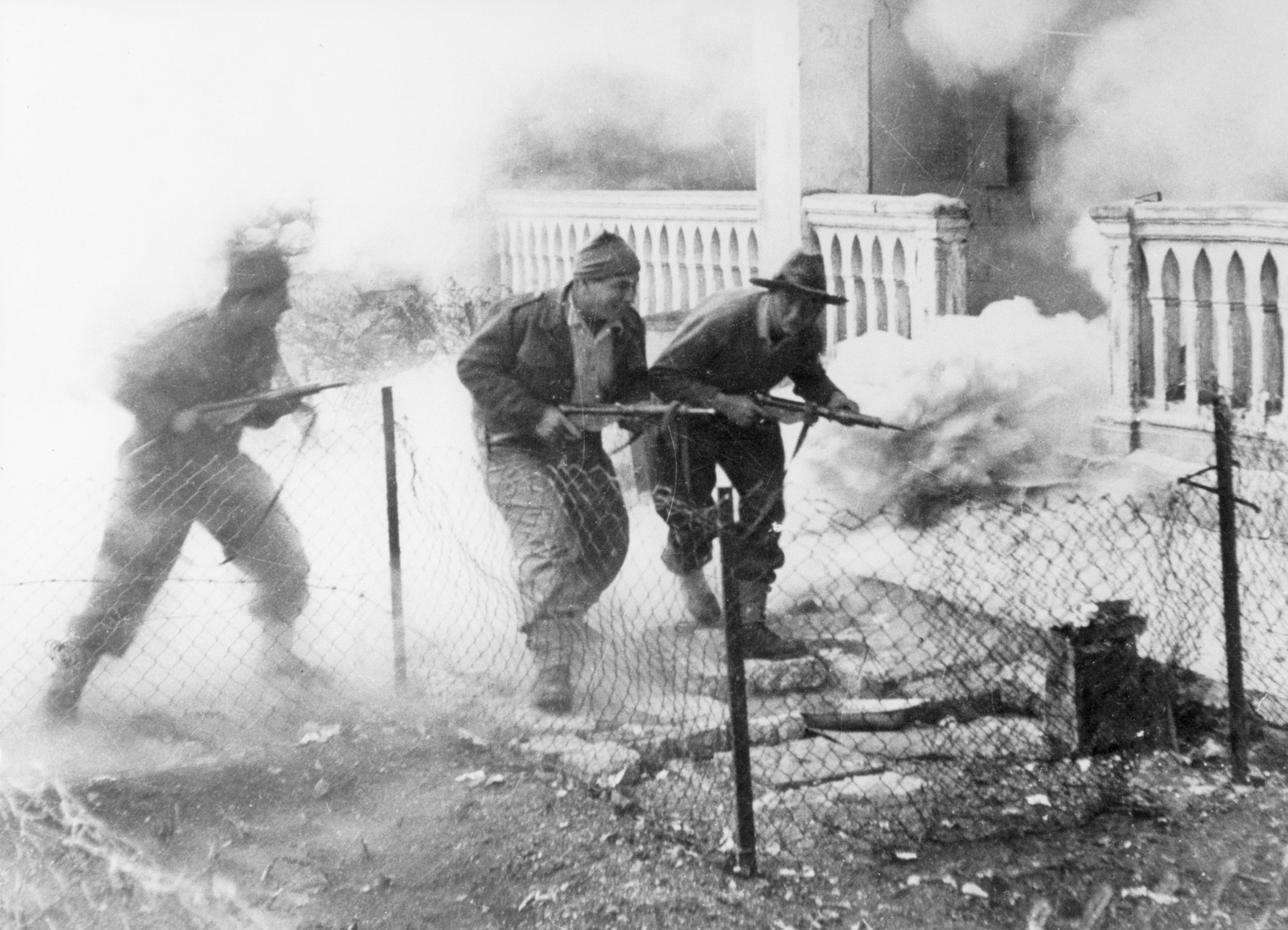
جنود البالماخ يهاجمون دير القديس سمعان في القطمون، القدس، أبريل 1948 (إعادة بناء المعركة)

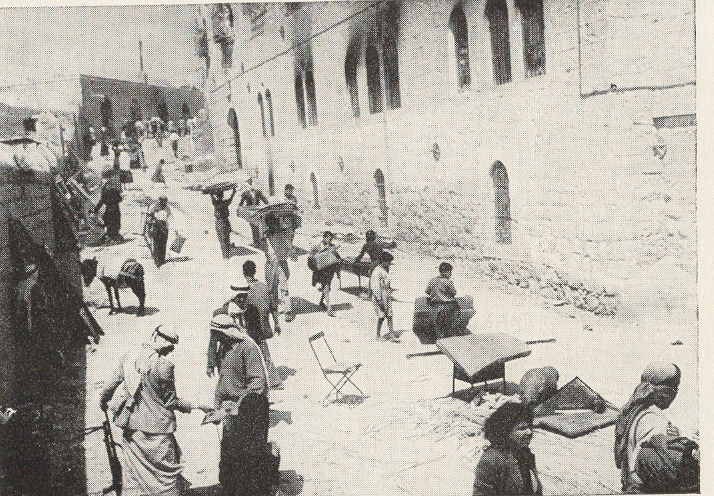
النهب العربي للحي اليهودي بعد طرد سكانه

بعد اندلاع الاضطرابات في نهاية عام 1947، أصبح الطريق بين تل أبيب والقدس اليهودية صعباً بشكل متزايد بالنسبة للسيارات اليهودية. حاولت القوات العربية قطع الطريق إلى القدس من السهل الساحلي، حيث كانت تقطن أغلبية السكان اليهود. قام العرب بمنع الوصول إلى القدس "عند اللطرون وباب الواد "، وهو واد ضيق تحيط به قرى عربية على التلال على كلا الجانبين. أصبح كسر حصار القدس وضم المناطق المحتلة إلى الدولة اليهودية من الأهداف الأساسية للإسرائيليين في الحرب العربية الإسرائيلية عام 1948. وأصبحت الكمائن التي ينفذها المقاتلون العرب الفلسطينيون غير النظاميين أكثر تكرارا وأكثر تطورا. كان هدف القوات المحاصرة عزل 100 ألف من السكان اليهود في المدينة عن بقية السكان اليهود في فلسطين، وفي حالة القوات الأردنية، الاستيلاء على القدس الشرقية، بما في ذلك البلدة القديمة.
في ديسمبر 1947، أنشأت الوكالة اليهودية لجنة الطوارئ في القدس ‏، برئاسة دوف يوسف، والتي قامت بتخزين الطعام والوقود. وفي يناير/كانون الثاني، قدرت اللجنة أن هناك حاجة إلى 4500 طن شهريا. وقد تم منحهم 50 ألف جنيه فلسطيني ائتمانًا لدى تجار الجملة في الهستدروت، هاماشبير هامركازي. في يناير 1948 انخفض عدد الشاحنات التي تنقل الإمدادات إلى القدس اليهودية إلى ثلاثين شاحنة يومياً. وبحلول شهر مارس/آذار، بلغ متوسط عدد الشاحنات التي تصل إلى القدس ست شاحنات يومياً. بحلول نهاية شهر مارس أصبح من الواضح أن الإمدادات الغذائية للمدنيين في القدس اليهودية سوف تنفد. وفي الأول من أبريل/نيسان، قدرت صحيفة التايمز أن السكان اليهود في القدس يحتاجون إلى ما لا يقل عن 50 شاحنة محملة بالإمدادات أسبوعيا. في 3 أبريل، ذكرت صحيفة الاسكتلنديين أن متحدثًا في اجتماع للقادة العسكريين العرب في دمشق أعلن أن القدس سوف "تختنق" بالحصار.
وتشير إحدى التقديرات لحجم القوات المعارضة في بداية شهر مارس/آذار 1948 إلى أن العرب بلغوا 5300 رجل في القدس والمنطقة المحيطة بها، بما في ذلك 300 جندي عراقي غير نظامي و60 مسلماً يوغوسلافياً. وشملت القوات اليهودية لواء عتصيوني التابع للهاجاناه والذي كان قوامه 1200 جندي بالإضافة إلى 1200 جندي آخر من قوات الخط الثاني بقيادة ديفيد شاليطيل. بالإضافة إلى ذلك كان هناك الحرس الوطني اليهودي الذي يبلغ عدده 2500 فرد، و500 عضو من المنظمات المنشقة، إرجون وليحي.

## عملية نحشون
في تغيير تكتيكي من العمل الدفاعي إلى العمل الهجومي، في أوائل أبريل، صدرت الأوامر للهاجاناه بشن عملية نحشون، وهي هجوم لتطهير القرى الاستراتيجية الواقعة على قمم التلال على طول الأميال القليلة الأخيرة من الطريق إلى القدس.
وفي الوقت نفسه، شقت سلسلة من القوافل المدرعة الضخمة، التي تضم مئات المركبات، طريقها عبر المدينة.
وقد أدى القتال إلى إخلاء قريتي عطروت (17 مايو) ونيف يعقوب (18 مايو) اليهوديتين بالقرب من القدس، وكاليا وبيت هعرافة بالقرب من البحر الميت (كلاهما في 20 مايو)، فضلاً عن طرد السكان اليهود من البلدة القديمة في القدس. استسلم المدافعون عن الحي اليهودي للفيلق العربي في 28 مايو/أيار 1948، مما أدى إلى الإخلاء القسري لجميع السكان اليهود.

### القوافل

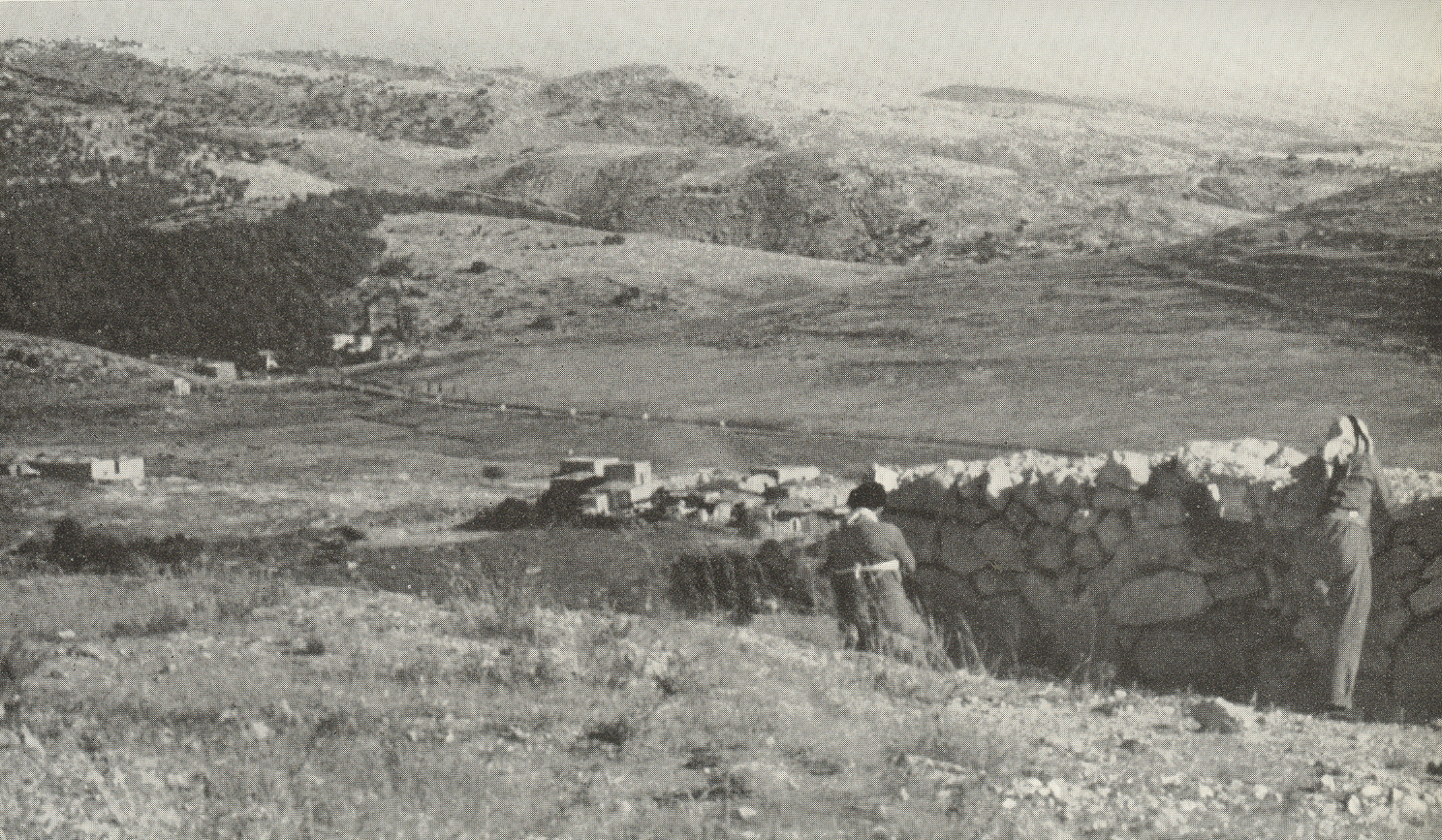
منظر للطريق إلى القدس عند دخول باب الواد كما يظهر من مواقع الجيش العربي في اللطرون

وقد ذكر دوف يوسف المشاكل التي واجهتها عملية تحرير القدس اليهودية على النحو التالي:
- عدم توفر المعدات الحربية الثقيلة كالطائرات والمدفعية.
- طبيعة التضاريس.
- كثافة السكان العرب.
- لا يوجد مستوطنات يهودية في المنطقة.[15][16]

بالإضافة إلى ذلك كان هناك الحظر البريطاني على حمل الأسلحة. في 17 مارس، قُتل ستة أعضاء من البالماخ الذين كانوا يرافقون قافلة في اشتباك مع الجيش البريطاني. وفي نهاية شهر مارس/آذار، تم اتخاذ قرار بمقاومة عمليات تفتيش الأسلحة.
في 17 مارس، وصل قافلة مكونة من 16 مركبة إلى المدينة دون وقوع حوادث. ولكن في الأسبوع التالي تعرض موكب يبلغ طوله ميلين ويحمل 80 مركبة للهجوم، مما أدى إلى مقتل خمسة ركاب. يشير دوف يوسف إلى قافلة "تم القضاء عليها"، في 27 مارس/آذار، لكنه لم يقدم أي تفاصيل. وبعد يومين تعرضت قافلة مكونة من 60 مركبة للهجوم في هولدا وأُجبرت على العودة بعد مقتل 17 يهوديًا وخمسة عرب. تم نقل خمس مركبات تم الاستيلاء عليها إلى الرملة. وصلت قافلة غذائية ترافقها قوات البالماخ إلى المدينة في السادس من أبريل دون خسائر بشرية، رغم تعرضها لكمين في دير محيسن من قبل قوة قوامها "150 عربيًا... انضم إليهم 80 عربيًا من أبو شوشة ". كما نجت القافلة من حاجز طريق ثانٍ في كولونيا، "التي هاجمها مسلحوها مرارًا وتكرارًا"، واستغرقت ست ساعات للوصول إلى وجهتها.
تزامنًا مع نحشون، حصل دوف يوسف على 100 ألف جنيه إسترليني وسلطة الهاجاناه لتجنيد أكبر عدد ممكن من الرجال والشاحنات حسب حاجته. وقام بتجميع ثلاث قوافل كبيرة في معسكر بيلو ‏ محملة بمخزون يبلغ 10 آلاف طن من الإمدادات. حصل على 150 شاحنة من شركة النقل التعاونية سوليل بونيه-شيليف. استولت قوة ميدانية تابعة للهاجاناه على 150 شاحنة أخرى مع سائقيها وجندت 1000 رجل كعمال. في 15 أبريل، وصلت 131 شاحنة محملة بـ 550 طنًا من المواد الغذائية إلى المدينة دون أن تتعرض للهجوم. وشملت الإمدادات 230 طنًا من الدقيق و800 رطل من الشوكولاتة. وبعد يومين وصلت 300 شاحنة إلى الجيب اليهودي محملة بألف طن من الإمدادات، دون وقوع أي حوادث أيضًا. وكانت القافلة الثالثة في 20 أبريل/نيسان تواجه صعوبة أكبر. تتكون القافلة من 300 شاحنة تحمل 2000 جندي من الهاجاناه والإرجون، وقد خاضت القافلة معركة طوال اليوم للوصول إلى هدفها. تم تدمير عشرين شاحنة، وقُتل عشرة يهود وجُرح ثلاثون آخرون. وأيضًا، أثناء معركة نحشون، كانت هناك قافلة سرية جلبت 1500 جندي من البالماخ إلى المدينة. وبعد ذلك، تم عزل القدس اليهودية عن العالم الخارجي لمدة سبعة أسابيع، باستثناء اثنتي عشرة شاحنة جلبت إمدادات للجيش في 17 مايو.

### تقنين الغذاء
ابتداءً من أوائل عام 1948، قطعت القوات العربية خط الإمدادات إلى القدس اليهودية. في 31 مارس، قدم دوف يوسف نظامًا صارمًا لتقنين الغذاء. حصة الخبز كانت 200 جرام للشخص الواحد. كانت حصة أسبوع عيد الفصح في أبريل للشخص الواحد 2 رطل بطاطس، 2 بيضة، 0.5 رطل سمك، 4 رطل من الماتزوث، 1.5 أونصة من الفاكهة المجففة، 0.5 رطل من اللحم و 0.5 رطل من دقيق الماتزا. كان سعر اللحم جنيهًا فلسطينيًا واحدًا للرطل. في 12 مايو، تم تطبيق نظام ترشيد استهلاك المياه. كانت الحصة عبارة عن جالونين/شخص/يوم، منها أربعة باينتات من مياه الشرب. في شهر يونيو كانت الحصة الأسبوعية للشخص الواحد 100 جرام من القمح، و100 جرام من الفاصوليا، و40 جرام من الجبن، و100 جرام من القهوة أو 100 جرام من الحليب المجفف، و160 جرام من الخبز يوميًا، و50 جرامًا من السمن مع بيضة أو بيضتين للمرضى. لقد لعب نبات الخطمي دورًا مهمًا في تاريخ القدس في هذا الوقت. عندما لم تتمكن القوافل المحملة بالمواد الغذائية من الوصول إلى المدينة، خرج سكان القدس إلى الحقول لقطف أوراق الخطمي، الغنية بالحديد والفيتامينات. أذاعت إذاعة "كول همجين" في القدس تعليمات لكيفية طبخ الخطمي. وعندما تم التقاط البث في الأردن، أثار ذلك احتفالات النصر. وأعلنت إذاعة عمان أن أكل اليهود لأوراق الشجر، التي كانت غذاءً للحمير والماشية، كان علامة على أنهم يموتون جوعاً وأنهم سوف يستسلمون قريباً.

## نهاية الحصار والهدنات

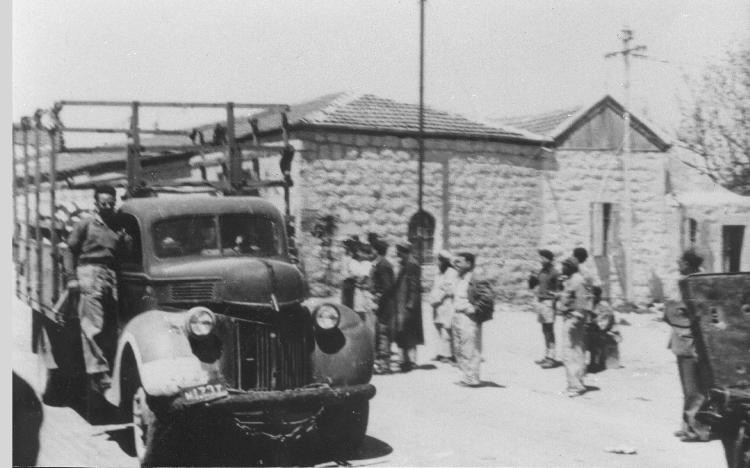
قافلة تصل إلى القدس، 23 أبريل 1948، عشية عيد الفصح

وفي 27 مارس/آذار، أدى هجوم على قافلة عائدة من مستوطنة غوش عتصيون ‏ جنوب القدس إلى مقتل 15 يهودياً. وفي شهر إبريل/نيسان، وبعد وقت قصير من الهجوم اليهودي على قرية دير ياسين العربية غربي القدس والذي تسبب في سقوط العديد من الضحايا المدنيين، هاجمت القوات العربية قافلة طبية يهودية كانت في طريقها إلى مستشفى هداسا على جبل المشارف. ولم يقدم البريطانيون أي حراسة (كما فعلوا في الأشهر السابقة)، وكانوا هم وقوات البالماخ بطيئين في التدخل أثناء الهجوم ومساعدة اليهود الذين تعرضوا للكمين. بعد سبع ساعات من القتال، أنهى البريطانيون المواجهة؛ وبحلول ذلك الوقت، قُتل 78 يهوديًا (معظمهم من أفراد الطاقم الطبي غير المسلحين)، بالإضافة إلى جندي بريطاني واحد.
وبحسب دوف يوسف فإن نقطة التحول في عملية نحشون كانت مقتل عبد القادر الحسيني في 8 أبريل. وقد حضر جنازته في المسجد الأقصى ثلاثون ألف شخص، مما أدى إلى انهيار معنويات قواته. وانتهى الحصار بفتح «طريق بورما» في يونيو/حزيران. على حد تعبير يوسف، "بحلول الهدنة الأولى (11 يونيو/حزيران 1948)، كان الحصار قد حُسم بالفعل". وقد وُضع هذا الطريق البديل في أبريل/نيسان بعد فشل نحشون في تأمين مدخل الطريق المؤدي إلى القدس عند اللطرون. وبدأت أعمال البناء في 18 مايو/أيار باستخدام الجرافات ومئات من عمال المحاجر من القدس. كانت المشكلة الرئيسية هي وجود قسم شديد الانحدار في بداية الصعود. بعد أسبوعين وصلت بعض الإمدادات باستخدام البغال و200 رجل من الحرس الوطني (مشمار هاعام) لتغطية ثلاثة أميال كانت غير سالكة للمركبات. كان هؤلاء الرجال، الذين كان أغلبهم من المجندين في الخمسينيات من العمر، يحملون حمولة تزن 45 رطلاً، وكانوا يقومون بالرحلة مرتين في الليلة. استمر هذا الجهد لمدة خمس ليال. وبعد ثلاثة أسابيع، في 10 يونيو/حزيران، تم فتح القسم الأكثر انحداراً أمام المركبات، رغم أنها كانت بحاجة إلى مساعدة الجرارات للصعود إليه. وبحلول نهاية شهر يونيو، سلمت القافلة الليلية المعتادة 100 طن من الإمدادات في الليلة. يقول هاري ليفين في مذكراته بتاريخ 7 يونيو أن 12 طنًا من الوقود كانت تمر عبر المدينة كل ليلة، ويقدر أن المدينة تحتاج إلى 17 طنًا يوميًا. وفي 28 يوليو/تموز، أشار إلى أنه خلال الهدنة الأولى، من 11 يونيو/حزيران إلى 8 يوليو/تموز، وصلت 8،000 شاحنة محملة بالبضائع. وظل هذا هو طريق الإمداد الوحيد لعدة أشهر حتى افتتاح طريق فالور (Kvish Hagevurah). وفي أواخر شهر مايو/أيار وأوائل شهر يونيو/حزيران شن الإسرائيليون عدة هجمات على نتوء اللطرون ولكن دون جدوى. خلال عملية داني شنوا هجومين آخرين على اللطرون، ولكن دون جدوى مرة أخرى، وهاجموا عدة قرى عربية لتوسيع ممر القدس الذي كان يمتد لمسافة 2 كيلومتر. كم عرضًا في منطقة اللطرون.

## موقف الأمم المتحدة
كان جزء من خطة الأمم المتحدة لتقسيم فلسطين، والتي قبلها اليهود في فلسطين الانتدابية ورفضها العرب في فلسطين الانتدابية والدول المجاورة، هو أن تكون القدس كيانًا منفصلاً، تحت سيطرة الأمم المتحدة وليس جزءًا من الدول العربية أو اليهودية المقترحة. وزعمت إسرائيل أن خطة التقسيم المتعلقة بالقدس كانت "باطلة ولاغية" بسبب "تخلي الأمم المتحدة النشط عن المسؤولية في ساعة حرجة" عندما لم تتحرك الأمم المتحدة لحماية المدينة. العرب، الذين كانوا ضد تدويل القدس طوال الوقت، شعروا بالمثل. إن تعيين دوف يوسف "حاكماً عسكرياً للمنطقة المحتلة من القدس" في الثاني من أغسطس/آب أغلق الباب أمام إمكانية تدويل القدس.

## العمليات العسكرية المرتبطة
- معركة اللطرون
- عملية داني
- عملية كيديم
- عملية نحشون
- عملية يبوسي

## الفهرس